# Carrousel des mondes marins

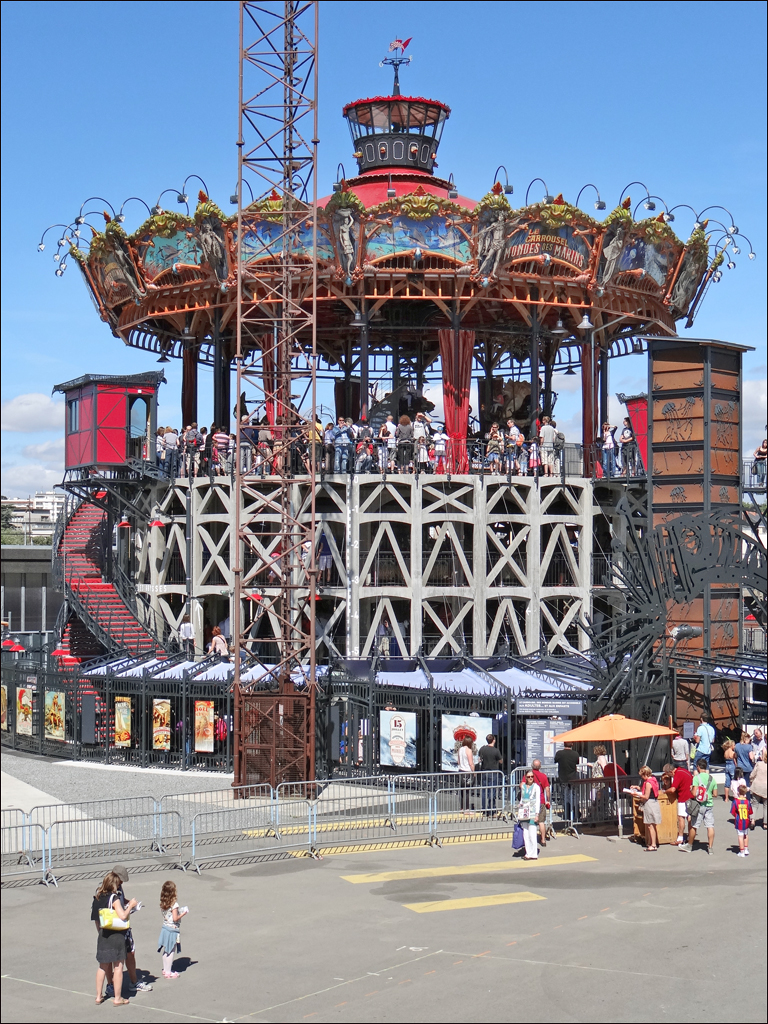
Le Carrousel des mondes marins

Le Carrousel des mondes marins est un carrousel, situé au sein du parc des Chantiers à Nantes à proximité des Machines de l'île, conçu et réalisé par François Delarozière et Pierre Orefice. Il fut inauguré le 15 juillet 2012.

## Description
Ce carrousel géant haut de près de 25 mètres et d'un diamètre de 22 mètres, est constitué en fait de trois manèges superposés les uns sur les autres . Les deux manèges inférieurs sont encastrés sur une structure de béton, sur laquelle repose le manège supérieur surmonté d’un chapiteau orné de frontons.
La structure est peuplée de 36 éléments mobiles représentant des créatures marines qui sont manipulés par le public.
Chaque niveau est consacré à différentes profondeurs de l'océan :
- le niveau inférieur a pour thème les « fonds marins », dans lequel on trouve un « crabe géant », un « calamar à rétropropulsion », un engin d’exploration qui plonge dans une salle des machines, et un bathyscaphe qui grimpe le long d'un mât central ;
- le niveau intermédiaire est consacré aux « abysses », comprenant 6 éléments suspendus à 5 mètres au-dessus des fonds marins comme le luminaire des grands fonds, la raie Manta, ou le poisson pirate ;
- le niveau supérieur est dédié à la « surface de la mer », et repose sur un plateau tournant, protégé par un chapiteau. Il comporte des bateaux, des attelages marins et autres poissons volants, un « bateau tempête », des « coques de noix » et des méduses dans une ronde démontée par 24 grandes vagues mécaniques.

L'attraction peut contenir jusqu'à 300 personnes (adultes et enfants) dont 89 sur les machines.

## Affaire judiciaire
Le texte peut changer fréquemment, n’est peut-être pas à jour et peut manquer de recul. 
Le titre et la description de l'acte concerné reposent sur la qualification juridique retenue lors de la rédaction de l'article et peuvent évoluer en même temps que celle-ci.
Dans le cadre d'une enquête sur les modalités d'attribution d'un marché public pour la construction du Carrousel des mondes marins, Jean-Luc Charles, ancien directeur de cabinet de  Jean-Marc Ayrault et de Benoist Pavageau, ancien directeur des services de Nantes Métropole et de la Ville de Nantes sont mises en examen et placées sous contrôles judiciaires. En juin 2023, Jean Blaise est placé en garde à vue dans le cadre de l'affaire de construction du Carrousel des mondes marins ,.

## Galerie

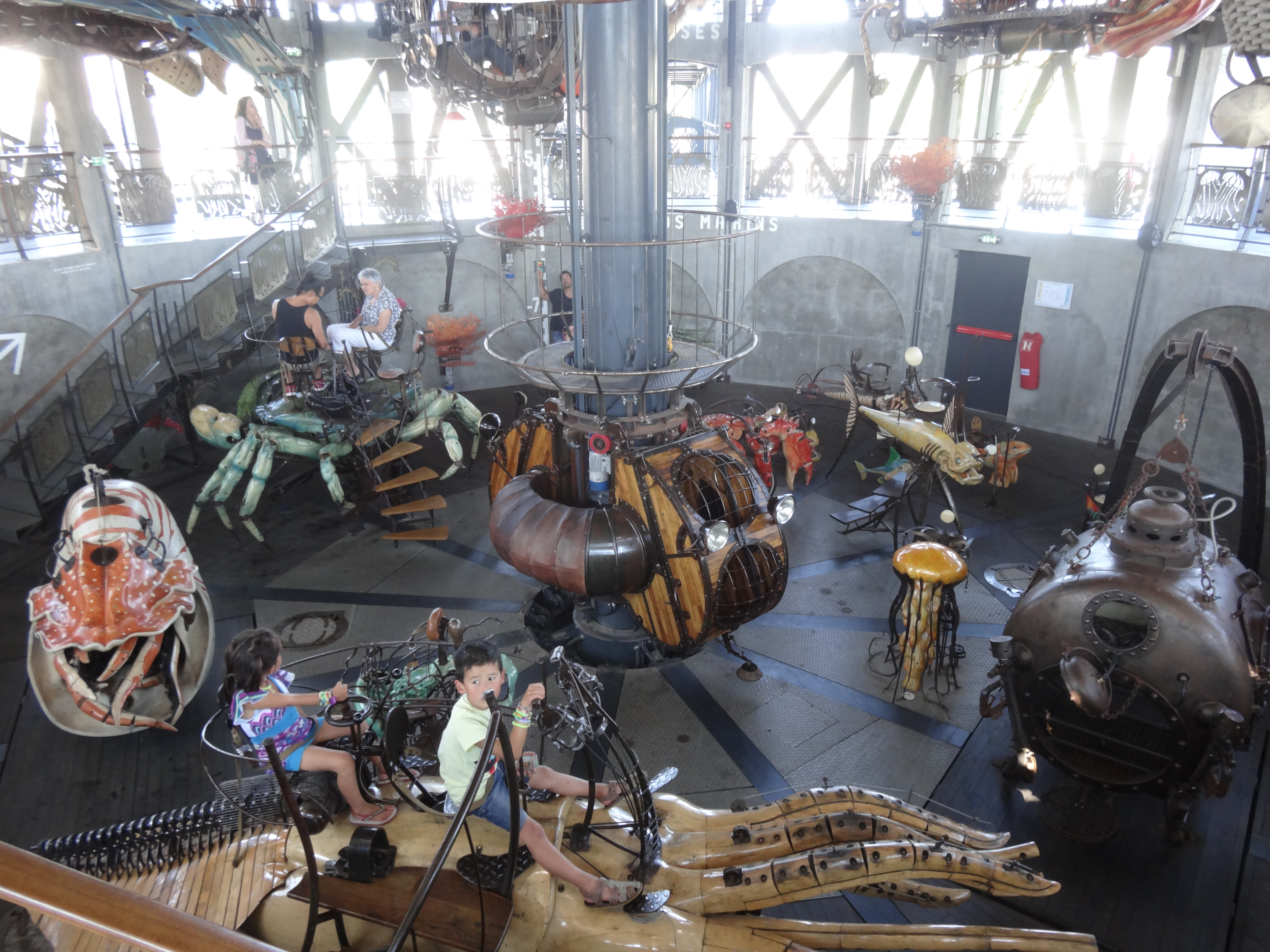
Les « fonds marins » (niveau inférieur)
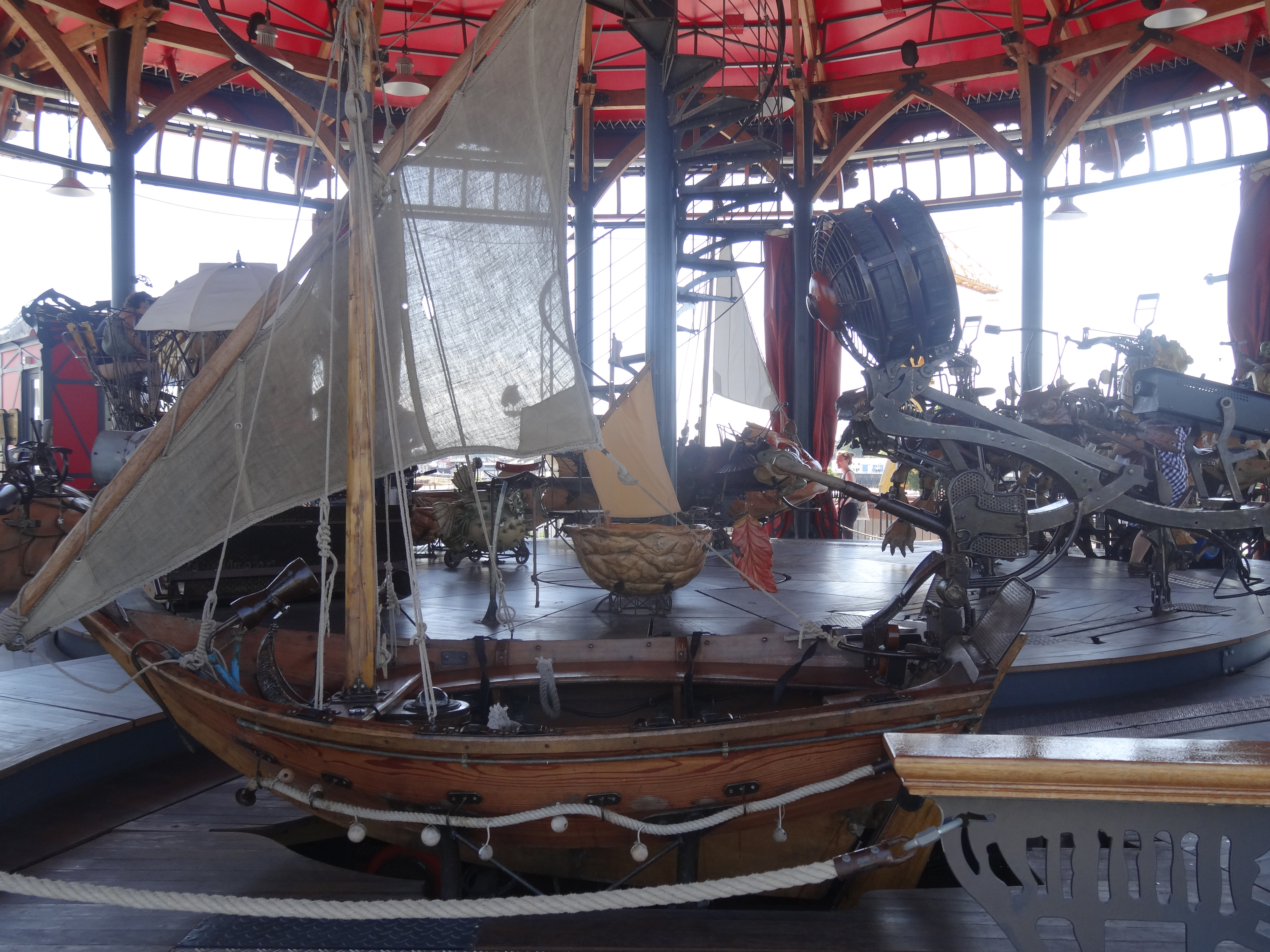
La « surface de la mer » (niveau supérieur)

## Accès
Le site est accessible par les transports en commun de l'agglomération nantaise :
- Ligne 1 du tramway, station Chantiers Navals
- Ligne Chronobus C5, arrêt Prairie au Duc